# 헤롯왕에게 학살당하는 아기들
헤롯왕에게 학살당하는 아기들(프랑스어: Le Massacre des Innocents)은 프랑스의 화가 니콜라 푸생이 로마에서 그린 그림으로, 현재 프랑스 샹티이의 콩데 미술관에서 보관하고 있다. 로마의 수집가인 빈첸초 주스티니아니가 의뢰하였으며, 신약에 나오는 장면인 베들레헴의 영아학살을 주제로 그린 걸 보아 1564년 오스만 제국이 인질로 잡고 있었던 주스티니아니의 아들을 회상하기 위한 것으로 추측되고 있다. 정확히 그려진 날짜는 알려지지 않았으며, 미술사학자는 1625년에서 1632년 사이에 그려졌을 것이라고 이야기한다. 뤼시앵 보나파르트가 구입하는 1804년까지 주스티니아니 궁전에서 보관하고 있었으며, 이후 여러 사람을 거치다가 1854년 런던의 앙리 도를레앙이 구입한다.
푸생은 이 그림에서 무고한 아기를 죽이려는 한 남성과, 그 살인을 막으려는 아기의 어머니의 비명에 중점을 두어 그렸다. 라파엘로, 귀도 레니, 미켈란젤로 등에서 영감을 얻었으며, 잠바티스타 마리노나 피에트로 아레티노와 같은 이탈리아 문학 작품도 영향을 끼쳤다. 또한 고대 작품에서 나타나는 요소들을 묘사하였다. 이 작품은 19세기까지는 별 인기가 없었지만, 20세기에 파블로 피카소의 게르니카에 영향을 끼치는가 하면, 프랜시스 베이컨 등과 같은 많은 아티스트의 작품에 영향을 끼치면서 많은 인기와 명성을 얻게 된다. 현재에는 푸생의 작품 중 가장 유명한 작품 중 하나로 남아있다.